# Política de tolerância
Chama-se política de tolerância a política de um órgão público de não aplicar as punições de uma infração previstas numa determinada lei. Pode ocorrer devido à impossibilidade de manusear determinados procedimentos, mas pode ser também uma decisão consciente caso a infração não seja considerada grave e uma mudança ou retirada da lei atual não seja possível. 
A tolerância pode ocorrer de maneira ativa ou passiva. A tolerância ativa ou expressa normalmente envolve uma permissão escrita ou oficial, enquanto que na tolerância passiva ou tácita, o órgão governamental tem conhecimento na infração mas decide não aplicar medidas ou punições. 
A política de tolerância é uma forma de descriminação.

## Gedoogbeleid

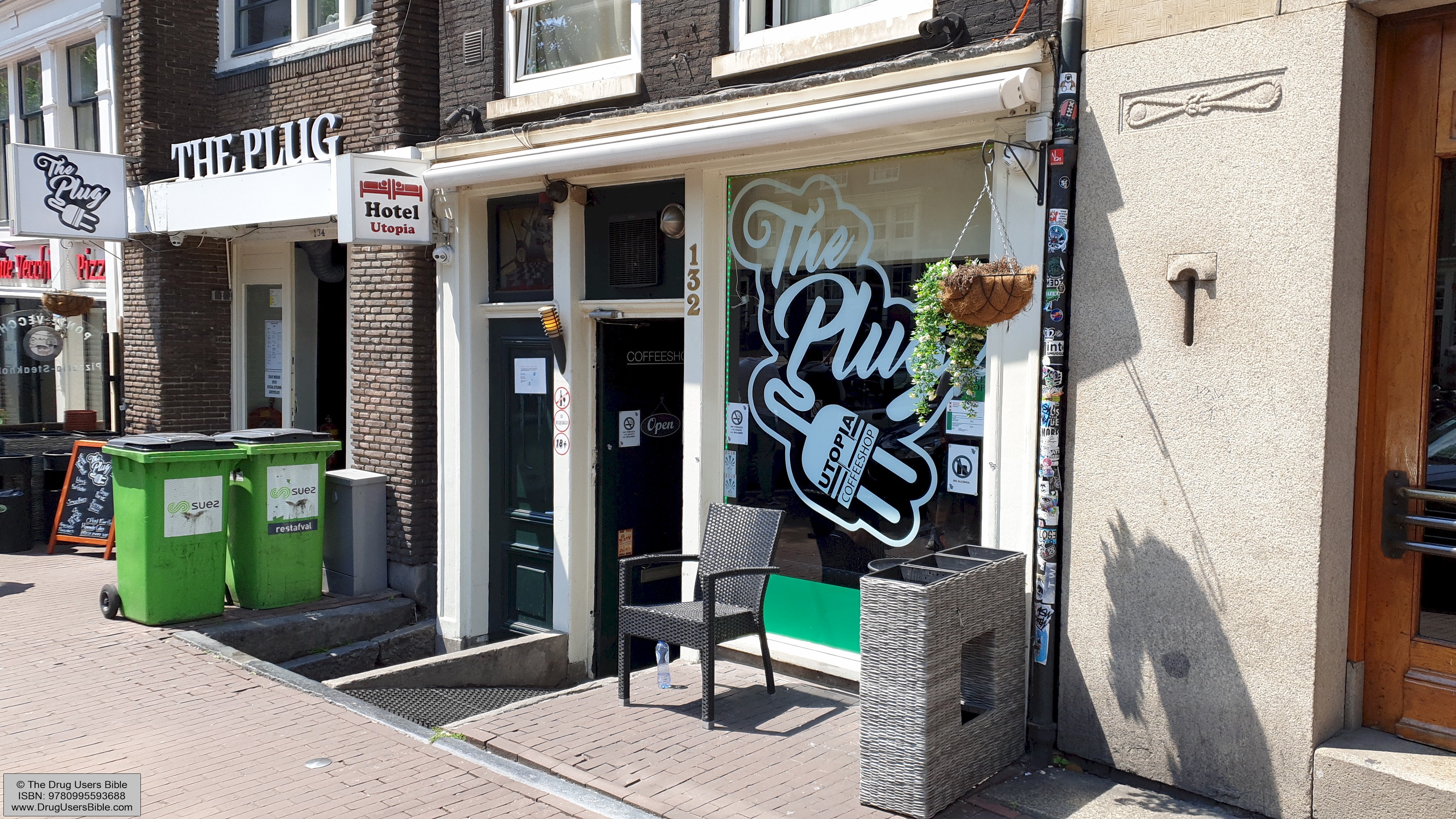
Coffeeshop em Amsterdã, Países Baixos(2019).

A tolerância a drogas leves nos Países Baixos continentais, ou gedoogbeleid, é um dos exemplos mais conhecidos de política de tolerância. Formalmente, a posse de qualquer quantidade de drogas é punível, mas a polícia (e o Ministério Público) não toma medidas contra o comércio de drogas consideradas leves que ocorrem em coffeeshops registrados e também não responde a denúncias de posse de pequenas quantidades para uso próprio (máximo de 5 gramas) de haxixe e outras formas de maconha. Dessa maneira, faz-se uma distinção entre drogas "leves" e "pesadas" e tenta-se manter as drogas leves fora do escopo da criminalidade. A posse de um máximo de cinco plantas de cânhamo no jardim não é, portanto, punida, mas as plantas ainda podem ser confiscadas.
A quantidade de coffeeshops nos Países Baixos diminuiu de 884 em 1999 para 666 em 2009. Há 101 cidades com coffeeshops, 105 que ainda toleram um cofeeshop e 4 sem coffeeshops mas que permitiriam um. Mais de dois terços das cidades aplicam uma política de tolerância zero, enquanto quase um quarto delas aplica uma política máxima.
O Instituto Trimbos constatou que o preço da maconha holandesa aumentou em 2 euros entre 2006 e 2009. A variante mais forte também ficou mais cara. A possível intensificação na detecção do cultivo pode ter sido a base para isso. 